# Partidul Conservator (România, 1991–2015)
Partidul Conservator (PC), fostul Partid Umanist Român (PUR), a fost un partid politic  din România. Din februarie 2010 președintele partidului a fost Daniel Constantin, fost director general APIA. Partidul a fuzionat la data de 19 iunie 2015 cu Partidul Liberal Reformator, formând ALDE.. După desființarea PC în iunie 2015 a fost înființat Partidul Puterii Umaniste (social-liberal)

## Istoric
Partidul Conservator a fost fondat în 1991, după căderea comunismului, sub numele de Partidul Umanist Român (PUR). Din 2005 până în 3 decembrie 2006 a fost parte a coaliției de guvernare. Partidul și-a preluat această denumire în 7 mai 2005.
Din anul 2000, a devenit aliat al PDSR și al succesorului său, PSD. La alegerile parlamentare din 2000, PUR a candididat pe liste comune cu PDSR, în cadrul Polului Democrat-Social din România. La alegerile din 2004, PUR a făcut parte din Uniunea Națională PSD-PUR, fiind în coaliție cu Partidul Social Democrat. După alegeri, PC a renunțat la alianță și a participat alături de Alianța Dreptate și Adevăr la guvernare, dar s-a retras de la guvernare la sfârșitul anului 2006. 
În februarie 2006, Partidul Conservator a fuzionat cu Partidul Unității Națiunii Române (PUNR), prin absorbție, PUNR dispărând de pe scena politică. 
În ceea ce privește rolul PC (actualul PPUSL), la alegerile din 2008, deși fusese, oficial, în opoziție, PSD a obținut un scor sub PDL obținând astfel un scor mai slab ca la alegerile din 2004. Astfel, PSD a pierdut circa 0,9 milioane de alegători: de la 3,2 milioane de voturi, în 2004 (când a candidat alături de PUR-ul lui Dan Voiculescu) a ajuns la 2,35 milioane de voturi.
PC deținea la începutul legislaturii (2009-2012) un număr de 4 deputați și un senator în Parlamentul României. De la începutul legislaturii și până în 2011 a făcut parte din Alianța PSD+PC, iar parlamentarii făceau parte din grupul parlamentar PSD+PC. În februarie 2011, PC a încheiat Protocolul de formare a Alianței de Centru-Dreapta cu Partidul Național Liberal, părăsind Alianța PSD+PC. De asemenea, în februarie 2011, parlamentarii PC au trecut în grupurile parlamentare ale PNL.
În aceeași lună, PC și PNL au format alături de PSD Uniunea Social Liberală devenind în scurt timp cea mai mare alianță politică de la începutul anilor 2000, obținând 60% din voturi la alegeri locale si parlamentare din anul 2012.
Partidul Conservator promova tradițiile, familia, solidaritatea socială, integrarea europeană și un naționalism fără șovinism. Se considera continuatorul Partidului Conservator istoric din România, una dintre primele două puteri politice din România înainte de Primului Război Mondial. Nu există o legatură directă între cele două partide - Partid Conservator istoric a fost dizolvat după Primul Război Mondial - dar actualul partid susținea că îmbrățișează aceleași valori ca partidul istoric.
În 2005, partidul a organizat marșul „pentru valorile familiei” ca o reacție față de Parada GayFest din București. Partidul susține introducerea educației religioase obligatorii în școli.

## Doctrina
Partidul Conservator declara că împărtășește și promovează valorile și principiile democratice validate în timp, pe de o parte libertatea, proprietatea, toleranța, responsabilitatea, egalitatea de șanse, solidaritate, ce definesc omun în raporturile sale cu sine, cu semenii săi, iar pe de altă parte, sprijinea suveranitatea, separația puterilor în stat, piața liberă, statul de drept, ce definesc raporturile între cetățeni și stat.
Partidul Conservator susținea eliminarea lucrurilor greșite, a disfuncționalităților, a mentalităților învechite, a oamenilor incompetenți sau rău intenționați, dar în același timp sprijină modelele pozitive, lucrurile care au funcționat si funcționează bine, oamenii de valoare.
Conservatorii declarau că duc o politică echilibrată, contextuală, prudentă și graduală și sprijină tradițiile, experiența, stabilitatea, continuitatea și ordinea.

## Valorile
Partidului Conservator declara următoarele elemente ca valori fundamentale:
- manifestarea liberă a personalității umane prin exercitarea deplină a drepturilor și libertăților fundamentale ale omului;
- responsabilitatea umană, factor de armonizare a aspirațiilor individului cu interesele generale ale societății;
- cunoașterea, mijloc de dobândire a libertății individului și condiție de asumare a responsabilității;
- proprietatea privată, factor de garantare a protecției economice și sociale, condiție de manifestare a libertății și responsabilității individuale;
- minimizarea intervenției statului în economie și reducerea acestei interventii la menținerea și consolidarea respectării legii și a competiției loiale;
- promovarea și consolidarea statului de drept;
- asigurarea dezvoltarii durabile, ca mijloc optim de realizare a bunăstării sociale;
- protecția socială a categoriilor net defavorizate (bătrâni, minori, persoane cu handicap) ca etalon al unei societăți avansate din punct de vedere al civilizației;
- încurajarea societății civile și a dialogului între stat, organizații non guvernamentale și cetățeni;
- asigurarea accesului liber și egal la educatie, educarea cetătenilor Romaniei în spiritul democrației și încurajarea acestora de a participa la viața publică;
- promovarea și susținerea tinerei generații în spiritul valorilor și principiilor democrației europene;
- respectarea angajamentelor asumate de România în calitate de stat membru al Uniunii Europene și al NATO.

Conservatorii români doreau să elimine orice neînțelegeri dogmatice cu privire la o posibilă inadvertență între cei doi poli de interes ai săi. Așadar, promovau valorile individuale, excelența umană, etc.
Conservatorii își propuneau să promoveze acele proiecte legislative care duc finalmente la o economie de piață funcțională. Scopul lor declarat era acela de a induce mediului economic și de afaceri românesc un caracter concurențial echitabil, bazat pe diminuarea birocrației și pe mecanisme juridice performante, simple și favorabile întru totul agenților economici de orice fel.
Conservatorii români credeau că ordinea și legalitatea sunt o garanție a instituțiilor statului de drept.
Partidul Conservator considera că singura menire a legii trebuie să fie respectarea termenilor acestui contract social, adică acea libertate de acțiune care nu intră în conflict cu oricare altă libertate de acțiune.
Conservatorii din România doreau să fie promotorii temperați ai ideii naționale. Concepția la care au aderat fără rezerve a fost aceea a excelenței valorii, din orice zonă sau spațiu social ar veni aceasta.
Partidul Conservator considera patriotismul ca o manifestare în spirit olimpic.
Partidul Conservator considera că religia promovează exact acele valori, complementare cu cele sociale, care duc la o formă individuală mai bună și mai tolerantă.
Partidul Conservator din România își propunea să așeze la temelia valorilor sale respectul și grija pentru familie.

## Simbolistică
Semnul electoral al Partidului Conservator consta într-o balanță în echilibru ce avea sub ea înscrisă denumirea prescurtată a partidului – PC. Fondul semnului electoral era bleumarin, iar desenul balanței precum și inițialele partidului erau de culoare albastră.
Balanța reprezintă simbolul echilibrului și echității.
De-a lungul timpului PUR și ulterior PC au avut mai multe tipuri de sigle.
Mottoul Partidului Conserator era "Schimbarea începe acum".
Drapelul partidului era  bleu/albastru, avand în centru imprimat semnul partidului.

## Biroul Executiv Central
La data desființării, Biroul Executiv al Partidului Conservator era compus din:
- Daniel Constantin - Președintele partidului
- Dan Voiculescu - Președinte fondator
- Vasile Nistor - Președinte executiv
- Cristian Popescu Piedone - Președinte CN
- Damian Florea - Secretar General
- Ovidiu Raețchi - Secretar General adj.
- Monica Cotenescu - Secretar General adj.
- Bogdan Ciucă - Vicepreședinte
- Constantin Avram - Vicepreședinte
- Corneliu Pascu - Vicepreședinte
- Eugen Durbacă - Vicepreședinte
- Gheorghe Obreja - Vicepreședinte
- Ion Diniță - Vicepreședinte
- Dinu C. Giurescu - Vicepreședinte
- Janica Poenaru - Vicepreședinte
- Maria Grapini - Vicepreședinte
- Ion Mihai - Vicepreșdinte
- Mărgineanu Petru - Vicepreședinte
- Morariu Silviu - Secretar Executiv
- Vlad Mustăciosu - Secretar Executiv
- Avram Gal - Secretar Executiv